# Royal Nelly
Royal Nelly of Royal Jelly is een Belgisch historisch merk van fietsen en motorfietsen.
Ets. Foucart in Brussel produceerde de fietsmerken Royal Nelly, La Victoire en Le Coq. In de jaren vijftig maakte men ook motorfietsen met eigen frames en Sachs-tweetaktinbouwmotoren.
De bronnen spreken over verschillende namen: Duchateau, Huylebroeck, Jonkheere, van Eyken en Freson: "Royal Nelly", Het Motorrijwiel: "Royal Jelly".